# Jan I Myśliwy
Jan I Myśliwy (kast. Juan el Cazador, kat. Joan el Descurat) (27 grudnia 1350 – 19 maja 1396) - król Aragonii, Sardynii i Korsyki w latach 1387–1396.
Najstarszy syn króla Piotra IV Ceremonialnego i jego żony, Eleonory sycylijskiej. Urodził się w Perpignanie, w prowincji Roussillon, a zmarł na skutek upadku z konia w czasie polowania w lasach pod Foixà (stąd jego przydomek).
Zawarł przymierze z Francją i wspierał papieża z Awinionu, Klemensa VII, w czasie schizmy zachodniej. Zawarł także przymierze z Kastylią, a w 1388 roku pokój z Nawarrą. W latach 1389–1390 Aragończycy pokonali armię hrabiego Armagnac, który chciał podbić królestwo Majorki. Atak ten nastąpił z Empordà na Geronę. Najeźdźcy zostali ostatecznie pokonani w roku 1390 przez infanta Marcina (brata i następcę Jana).
Podczas rządów Jana Aragonia musiała stawić czoło licznym rewoltom, np. na Sycylii i Sardynii, które to wyspy wyswobodziły się spod wpływów Aragonii. Jan pozostawił swój kraj na skraju katastrofy finansowej, spowodowanej licznymi wojnami.
Zmarł nie mając synów, tron przejął jego młodszy brat. Dzieciństwo przeżyły jedynie dwie córki Jana.

## Małżeństwo i potomstwo
Po raz pierwszy Jan ożenił się z Martą d'Armagnac (1347–1378), córką hrabiego Jana I d'Armagnac. Miał z nią kilkoro dzieci:
- Jaime (Jakuba) (1374)
- Joannę (1375–1407), żonę Mateusza I, hrabiego Foix
- Jana (1376)
- Alfonsa (1377)
- Eleonorę (1378)

Po raz drugi, w 1380 roku, ożenił się z Jolantą z Bar (córką Roberta I, księcia Bar i Marii de Valois). Para miała razem:
- Jaime (Jakuba) Aragońskiego (1382–1388), księcia Girony, hrabiego Cervery
- Jolantę (1384–1442), żonę Ludwika II Andegaweńskiego, króla Neapolu, królową Czterech Królestw
- Ferdynanda (1389), księcia Girony, hrabiego Cervery
- Antonię (1391–1392)
- Eleonorę (1393)
- Piotra (1393), księcia Girony, hrabiego Cervery
- Joannę (1396)